# Coteaux du Lizon
Coteaux du Lizon is een gemeente in het Franse departement Jura (regio Bourgogne-Franche-Comté). De plaats maakt deel uit van het arrondissement Saint-Claude. Coteaux du Lizon is op 1 januari 2017 ontstaan door de fusie van de gemeenten Cuttura en Saint-Lupicin. De gemeente telde 2.146 inwoners op 1 januari 2022.

## Geografie
De oppervlakte van Coteaux du Lizon bedroeg op 1 januari 2022 15,49 vierkante kilometer; de bevolkingsdichtheid was toen 138,5 inwoners per km².

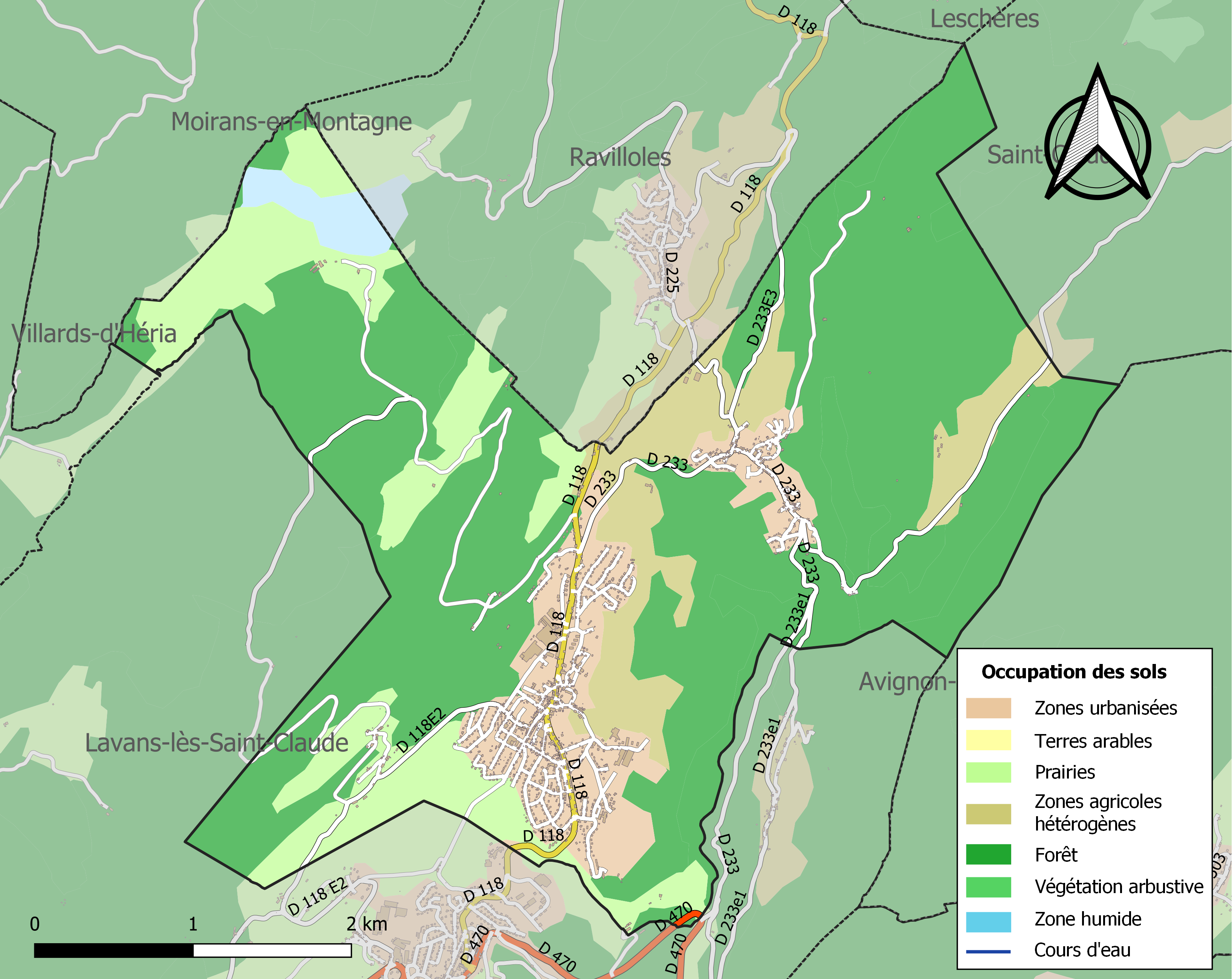
Kaart van de gemeente met de belangrijkste infrastructuur, bodemgebruik en omliggende gemeenten